# Guido Zacchi
Guido Zacchi, född 1950, är en svensk professor i kemiteknik.
Zacchi disputerade 1979 i kemiteknik vid Lunds universitet. Från 1989 var han professor i kemiteknik med inriktning mot bioteknik vid Lunds universitet. 2012 blev han seniorprofessor.
Zacchis forskning har framför allt gällt omvandling av biomassa till etanol, andra bränslen och polymerer.